# Aridelus tenuicornis
Aridelus tenuicornis är en stekelart som beskrevs av Papp 1965. Aridelus tenuicornis ingår i släktet Aridelus och familjen bracksteklar. Inga underarter finns listade.